# João Herculino de Souza Lopes
João Herculino de Souza Lopes (Sete Lagoas, 20 de fevereiro de 1927 - Brasília, 3 de maio de 2003) foi um político brasileiro do estado de Minas Gerais   e um educador com atuação pioneira  em Brasília. 

Em 1952 assumiu a prefeitura de sua cidade, eleito pelo PTB. Quatro anos mais tarde, foi eleito deputado estadual em Minas Gerais, para o período de 1955 a 1959 (3ª legislatura da Assembleia Mineira).
Em 1963, assumiu o cargo de deputado federal, sendo reeleito em 1966, para o segundo mandato. Teve o mandato cassado na legislatura 1967-1971, com base no art. 4 do Ato Institucional nº 5, de 13 de dezembro de 1968.
João Herculino fundou o Centro de Ensino Unificado de Brasília (Ceub) em 1968, sendo a primeira universidade particular da capital brasileira. Até mesmo quando a sua saúde ficou debilitada, João Herculino ia regularmente ao UniCEUB, participava das decisões da diretoria e entrava de sala em sala para dar cumprimentar os alunos.

## Família
Foi casado com Elza Moreira Lopes com quem teve nove filhos: Pio  Pacelli,  Getúlio  Américo, Elizabeth Regina, João Herculino Filho, os gêmeos Mário Lúcio e Lúcia Maria, Sônia Beatriz, José Francisco e Mônica Patrícia. Depois de viúvo, casou-se com Antonina Ganem de Souza Lopes que também era viúva. Ela já tinha dois filhos, Gustavo e João Paulo, que João Herculino os adotou plenamente. 